# Trap Pussy
Trap Pussy è un singolo del rapper statunitense Tyga, pubblicato il 29 luglio 2016 su etichetta Last Kings.

## Tracce
1. Trap Pussy – 3:03